# 오십천 단층
오십천 단층(五十川 斷層, Oshipcheon Fault)은 한반도 옥천 습곡대 내 대한민국 강원특별자치도 태백시 통리에서 도계읍을 지나 삼척시까지 오십천 계곡을 따라 발달하는 연장 45 km, 북동 15~20° 주향의 한국의 단층이다. 오십천 단층의 단층비지에 대한 ESR 연대측정 결과 제4기에 해당하는 32~17만 년 전(318±53 ka, 269±64 ka, 224±30 ka, 166±24 ka)에 최소 2회 이상 단층이 재활동한 것으로 드러난 활성단층이다. 오십천 단층은 고생대 조선 누층군과 평안 누층군 분포지역을 가로지르며 중생대 백악기 경상 누층군에 해당하는 적각리층 및 홍전층을 변위시키고 있으며 우수향 주향이동 운동과 정단층 운동을 모두 겪은 단층이다. 적각리층을 기준으로 한 오십천 단층의 변위량은 최소 125 m, 최대 400 m이다. 오십천 단층대 주변의 동-서 주향의 충상단층들은 오십천 단층에 인접하여 활형[弓形]으로 회전하고 있어 오십천 단층이 이들 충상단층들의 측면 경계 단층으로 작용하였음을 지시하며, 백악기 지층과 관련하여 북북동 주향의 정단층이 관찰되어 오십천 단층은 퇴적 분지의 형성과도 관련된 것으로 보인다. 오십천 단층은 정단층, 측면경계단층, 우수향 주향이동 3단계의 운동을 겪은 것으로 분석된다.

## 솔안터널
오십천 단층은 솔안터널 지역을 지나간다. 이 지역에는 조선 누층군, 평안 누층군, 경상 누층군(적각리층, 홍전층)의 각 지층들과 백악기 화산암류가 분포한다. 각 지층은 충상단층에 의해 수차례 반복 노출되며 오십천 단층 등의 주향 이동 단층에 의해 단절되어 있다.

## 오십천 상류의하천쟁탈과 오십천 단층

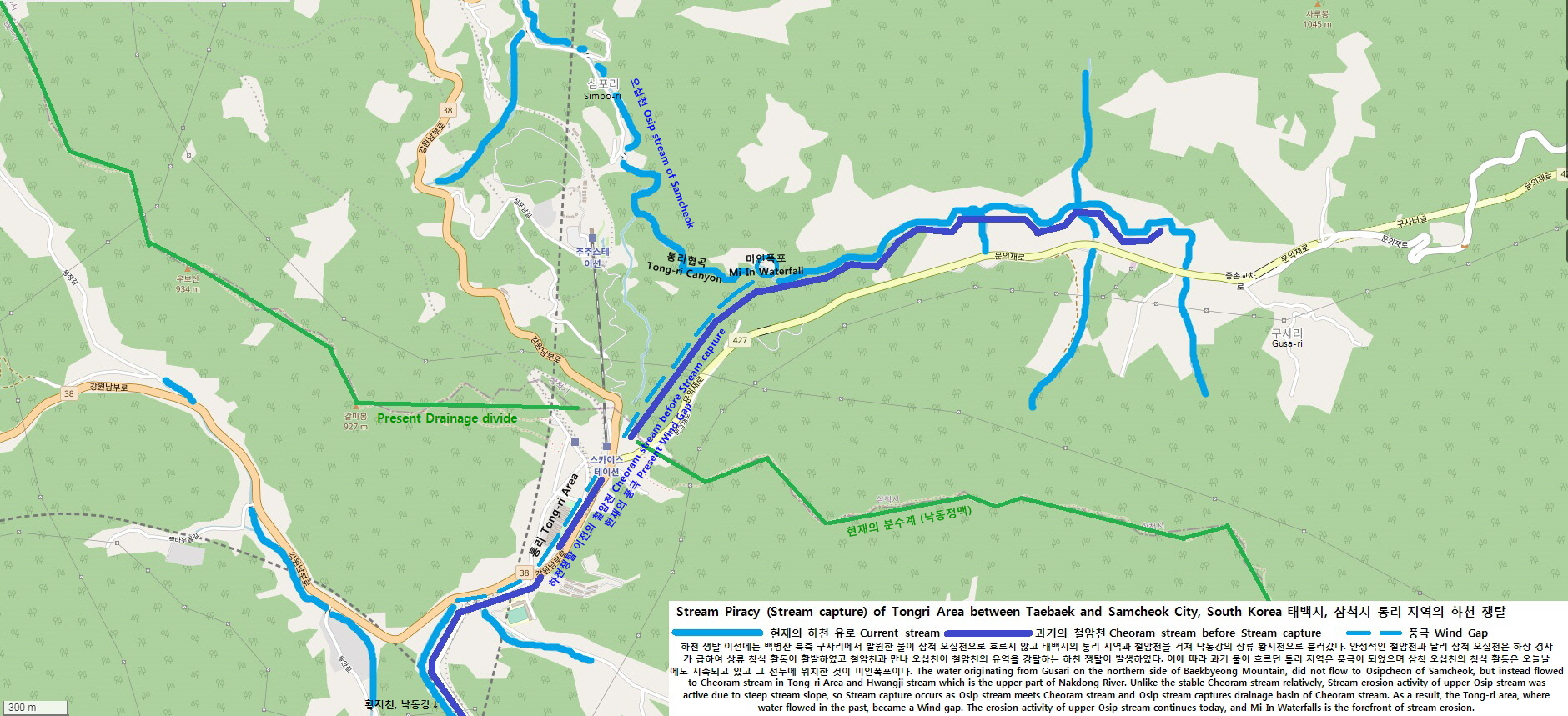
삼척시, 태백시 통리 지역의 하천 쟁탈

통리협곡과 미인폭포가 발달하는 통리 일대는 과거에 하천 유역이 바뀐 하천 쟁탈 현상이 일어난 곳이다. 원래는, 백병산(1260.6 m) 북측에서 발원한 물은 삼척시의 오십천으로 가지 않고 태백시의 통리역과 철암천을 거쳐 낙동강 수계인 황지천으로 흘러가는 하천이었으며 이때는 미인폭포도 없었다. 안정된 철암천과 달리 동해바다로 흘러가는 삼척의 오십천은 하상 경사가 급하여 하천 상류가 지속적으로 침식되고 결국 철암천과 만나 삼척의 오십천이 철암천의 유역을 빼앗는 하천 쟁탈 현상이 발생하였다. 이로 인해 철암천의 발원지는 백병산에서 연화리 양지로 변경되고 과거 물이 흐르던 통리 지역은 풍극(Wing gap)이 되어 물이 흐르지 않게 되었다. 현재도 삼척 오십천에는 계속해서 침식 작용이 발생하고 있으며 침식 활동의 선두에 위치한 것이 바로 미인폭포이다. 통리 지역에는 하천퇴적물이 분포하고 있어 풍극임이 확실하다.
미인폭포 일대의 하천쟁탈은 구조적인(tectonic) 영향으로 인한 하방 침식이 활발해져 형성된 것으로 추정된다. 오십천 단층의 재활성화로 인해 주변에 역단층성 운동에 기인한 비대칭적인 융기가 일어나면서 경사급변점이 형성되었고, 하천 침식력이 급격히 증가하여 하천쟁탈이 일어나 통리 일대가 풍극이 되었다. 오늘날의 통리 협곡에는 제4기 동안 오십천 단층의 재활성화로 인해 형성된 것으로 추정되는 역단층이 노출되어 있다.

## 마읍천 단층
강원특별자치도 삼척시 도계읍 주변에는 오십천 단층 외에도 동쪽에 북북동-남남서 방향의 단층이 하나 더 발달한다. 마읍천 단층이라 불리는 이 단층은 삼척시 가곡면 복두산에서 시작해 마읍천을 따라 북상하다가, 삼척시 근덕면 상맹방리에서 동해 바다로 이어진다. 육지상에서 25 km의 연장이 확인되며, 한울원자력발전소에서 25~35 km 정도 떨어져 있다.

## 같이 보기
- 한국의 단층
- 근덕 단층
- 단곡 단층
- 금왕 단층
- 양산 단층
- 한국의 지질
- 삼척시의 지질
- 조선 누층군
- 평안 누층군